# Wesley Clair Mitchell

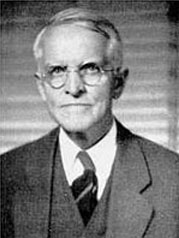
Wesley Clair Mitchell

Wesley Clair Mitchell, född 5 augusti 1874, i Rushville, Illinois, död 29 oktober 1948 i New York, var en amerikansk nationalekonom. Han räknades som sin tids främsta expert på konjunkturcykler.
Mitchell studerade vid University of Chicago, där han påverkades av Thorstein Veblen och John Dewey. Han var därefter verksam vid flera olika universitet, bland annat Columbia University 1913–1919 och 1922–1944 samt New School for Social Research 1919–1921. Han hjälpte till att grunda National Bureau of Economic Research (NBER) 1920 och var NBER:s forskningsdirektör till 1945.
Bland hans publikationer kan nämnas Business Cycles (1913), Business Cycles: The Problem and Its Setting (1927), The Backward Art of Spending Money (1937) och Measuring Business Cycles (1946, skriven tillsammans med Arthur F. Burns).